# Tetramorium grandinode
Tetramorium grandinode är en myrart som beskrevs av Santschi 1913. Tetramorium grandinode ingår i släktet Tetramorium och familjen myror. Inga underarter finns listade i Catalogue of Life.